# Para-Leichtathletik-Europameisterschaften 2016
| Medaillenspiegel (Stand nach 171 von 171 Entscheidungen) | Medaillenspiegel (Stand nach 171 von 171 Entscheidungen) | Medaillenspiegel (Stand nach 171 von 171 Entscheidungen) | Medaillenspiegel (Stand nach 171 von 171 Entscheidungen) | Medaillenspiegel (Stand nach 171 von 171 Entscheidungen) | Medaillenspiegel (Stand nach 171 von 171 Entscheidungen) |
| Platz                                                    | Land                                                     | G                                                        | S                                                        | B                                                        | TL                                                       |
| -------------------------------------------------------- | -------------------------------------------------------- | -------------------------------------------------------- | -------------------------------------------------------- | -------------------------------------------------------- | -------------------------------------------------------- |
| 1                                                        | Russland                                                 | 51                                                       | 51                                                       | 29                                                       | 131                                                      |
| 2                                                        | Großbritannien                                           | 23                                                       | 17                                                       | 16                                                       | 56                                                       |
| 3                                                        | Polen                                                    | 22                                                       | 11                                                       | 17                                                       | 50                                                       |
| 4                                                        | Deutschland                                              | 13                                                       | 21                                                       | 9                                                        | 43                                                       |
| 5                                                        | Frankreich                                               | 10                                                       | 4                                                        | 6                                                        | 20                                                       |
| 6                                                        | Spanien                                                  | 7                                                        | 7                                                        | 7                                                        | 21                                                       |
| 7                                                        | Türkei                                                   | 6                                                        | 4                                                        | 5                                                        | 15                                                       |
| 8                                                        | Finnland                                                 | 5                                                        | 3                                                        | 4                                                        | 12                                                       |
| 9                                                        | Kroatien                                                 | 4                                                        | 4                                                        | 0                                                        | 8                                                        |
| 10                                                       | Bulgarien                                                | 3                                                        | 6                                                        | 4                                                        | 13                                                       |
| …                                                        |                                                          |                                                          |                                                          |                                                          |                                                          |
| 23                                                       | Österreich                                               | 1                                                        | 2                                                        | 1                                                        | 4                                                        |
| …                                                        |                                                          |                                                          |                                                          |                                                          |                                                          |
| 25                                                       | Schweiz                                                  | 1                                                        | 1                                                        | 5                                                        | 7                                                        |
| …                                                        |                                                          |                                                          |                                                          |                                                          |                                                          |
| 29                                                       | Luxemburg                                                | 0                                                        | 1                                                        | 1                                                        | 2                                                        |
| …                                                        |                                                          |                                                          |                                                          |                                                          |                                                          |
| Gesamt                                                   |                                                          | 171                                                      | 171                                                      | 146                                                      | 488                                                      |
| Vollständiger Medaillenspiegel                           |                                                          |                                                          |                                                          |                                                          |                                                          |

Die 5. Para-Leichtathletik-Europameisterschaften (englisch IPC Athletics European Championships) fanden vom 10. bis 16. Juni 2016 im Stadio Carlo Zecchini der italienischen Stadt Grosseto statt. 
Ende Mai 2014 war Grosseto als Austragungsort der Europameisterschaften bekannt gegeben worden. Organisiert wurden die Europameisterschaften vor Ort von der Federazione Italiana Sport Paralimpici e Sperimentali (FISPES), dem italienischen Leichtathletikverband (FIDAL), dem Verein Atletica Grosseto Banca della Maremma und dem italienischen Paralympischen Komitee organisiert.
25 Weltrekorde wurden aufgestellt, davon 17 bei Sprung- und Wurfdisziplinen.

## Teilnehmende Nationen
Es starteten 580 Athletinnen und Athleten (179 Frauen und 401 Männer) aus 36 Nationen. Der niederländische Leichtathletikverband (KNAU) musste wegen sinkender finanzieller Mittel 2016 die Entsendung von Mannschaften zu internationalen Turnieren überdenken und entschied sich auf Grund des 
unverhältnismäßig hohen finanziellen Aufwands keine Mannschaft nach Grosseto zu entsenden.
| - Belgien (8) - Bulgarien (12) - Dänemark (8) - Deutschland (30) - Estland (3) - Finnland (10) - Frankreich (24) - Griechenland (16) - Großbritannien (47) | - Irland (9) - Island (4) - Israel (2) - Italien (35) - Kroatien (17) - Lettland (5) - Litauen (11) - Luxemburg (1) - Moldau (2) | - Montenegro (3) - Norwegen (7) - Österreich (7) - Polen (51) - Portugal (25) - Rumänien (5) - Russland (100) - Schweden (11) - Schweiz (8) | - Serbien (10) - Slowakei (7) - Slowenien (2) - Spanien (34) - Tschechien (22) - Türkei (26) - Ungarn (7) - Belarus (10) - Zypern (1) |